# Museo regionale delle tradizioni locali di Mykolaïv
Il Museo regionale delle tradizioni locali di Mykolaïv' (in ucraino Миколаївський обласний краєзнавчий музей?; in russo Николаевский областной краеведческий музей?) è un museo che si trova a Mykolaïv nell'omonima oblast' dell'Ucraina.

## Storia

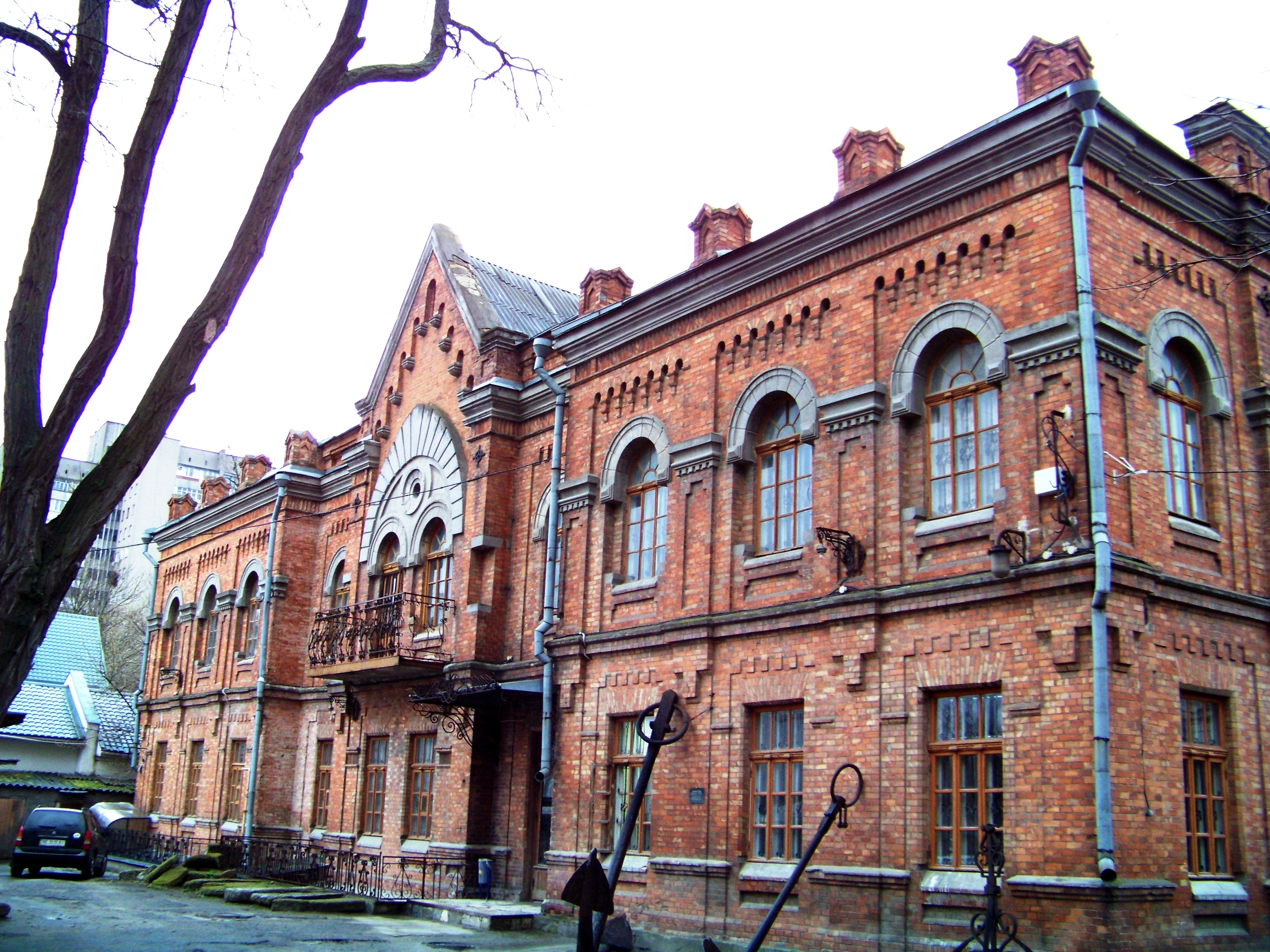
Sede del museo sino al 1999

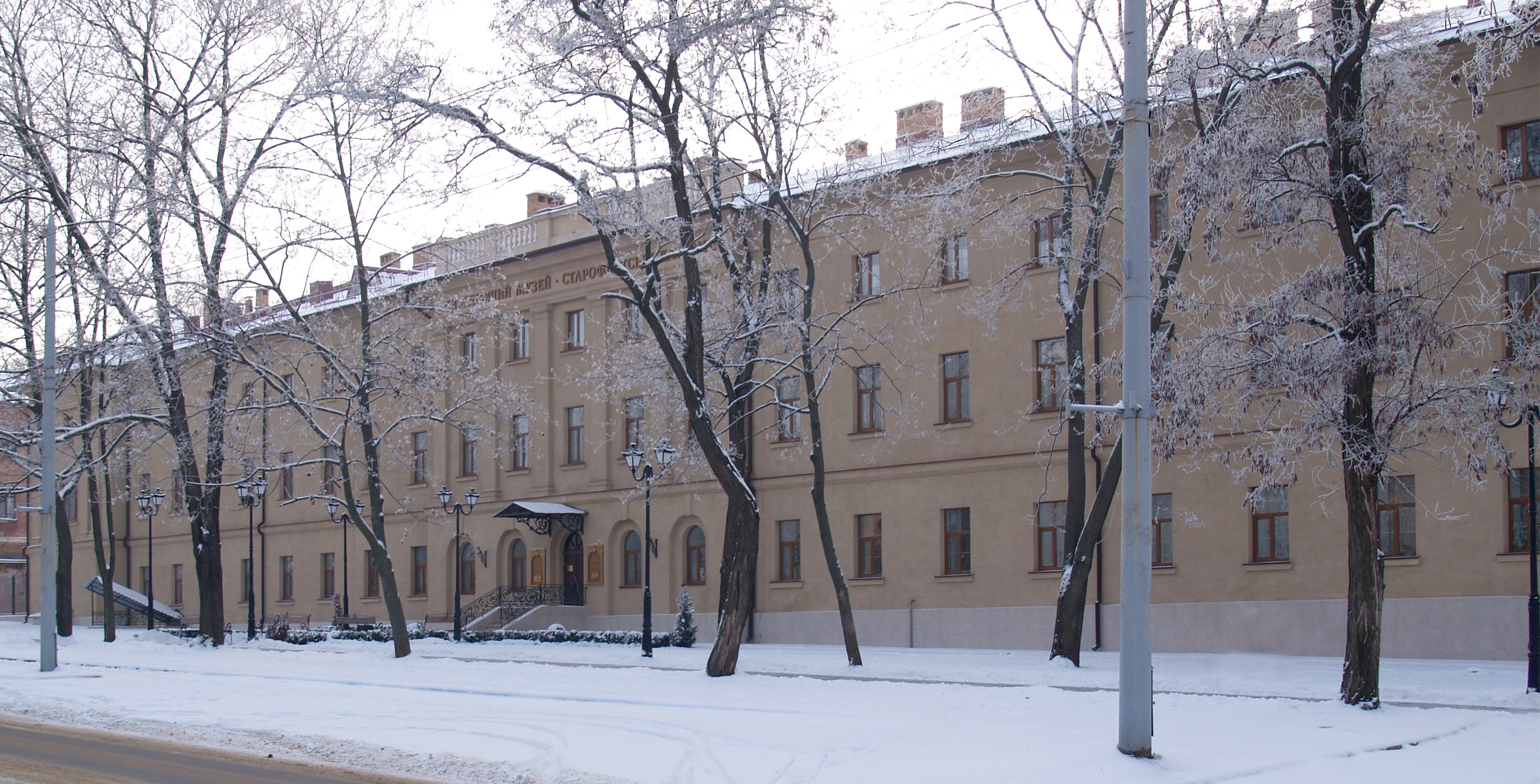
Sede recente

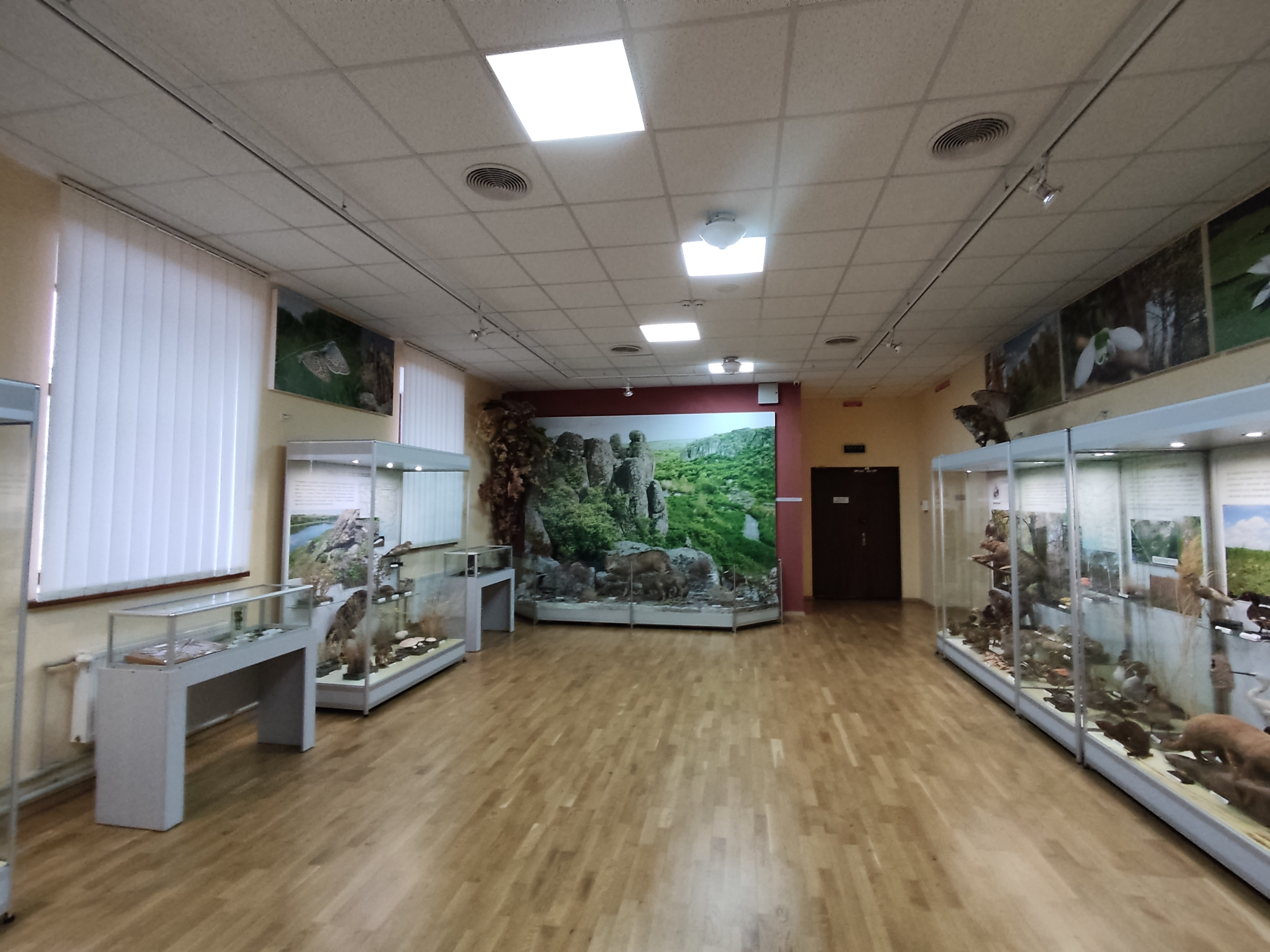
Sala espositiva

Il Museo regionale delle tradizioni locali di Mykolaïv è uno dei musei più antichi dell'Ucraina. È stato istituito nel dicembre 1913. In origine le sue collezioni riguardavano minerali, conchiglie, animali imbalsamati, reperti etnografici oltre a mappe e opere di arte locale. Dal giugno 1918 ha ricevuto le collezioni in precedenza appartenenti al Museo militare del 58º Reggimento di fanteria di Praga e i locali hanno iniziato ad essere insufficienti per il materiale da esporre. Dopo un importante restauro realizzato nel 1929 la collezione del museo comprendeva più di 19 000 reperti. Nell'autunno del 1936 il museo fu trasferito in un ex edificio religioso. Durante l'occupazione tedesca nella seconda guerra mondiale perse parte delle sue collezioni e nei suoi locali trovarono rifugio alcuni membri della resistenza sovietica e sino agli anni ottanta vennero esposti materiali riguardanti convegni ed attività di partito, ampliando comunque le sue collezioni tradizionali.
Sono seguiti vari lavori di adeguamento e ristrutturazione con l'arricchimento di importanti reperti archeologici. Dopo la fine dell'Unione Sovietica, nel 1999, la sede è stata trasferita nel complesso che aveva ospitato la caserma Staroflotsky, un monumento architettonico di importanza nazionale, costruito nella prima metà del XIX secolo.

## Descrizione
Il museo rientra nella struttura museale cittadina che comprende altri quattro musei della città e della regione. Conserva oltre  160 000 reperti suddivisi nelle collezioni che riguardano in particolare:
- archeologia
- etnografia
- armi
- reperti storici

Inoltre raccoglie un importante insieme di fonti documentarie.